# 立委席次減半運動
立委席次減半運動，又稱立委減半運動、國會減半運動，是台灣2000年代的一項社會運動，起源於2000年。立委減半的最早提出者為前民主進步黨新竹縣選舉區立法委員張學舜，主要的推動者包括前民主進步黨主席林義雄及民主進步黨籍立法委員王幸男、徐國勇等人，其目標在於大幅減少立法院（國會）的議席總數。這個運動促成2004年的修憲案，將立法委員席次由225席減少到113席，搭配單一選區兩票制，改變此後台灣的政黨及國會生態。
支持者認為，此舉可以減少選舉支出，減少立委利用職權循私舞弊的機會，讓政治穩定。但是反對者如林濁水、沈富雄等人認為，立委席次減半後，單一委員的權限變大，少數委員就可以控制立法院議程，威脅民主運作。
立委席次減半運動達成後舉行的2008年立委選舉，中國國民黨繼續掌握過半數立委席次，民主進步黨的立委席次則大幅減少；而在這兩大黨之外的第三勢力政黨，如台灣團結聯盟、親民黨、新黨等黨擁有的立委席次銳減，而綠黨、第三社會黨、台灣農民黨等小黨甚至無法取得立委席次，此後台灣政壇形成第三黨難以立足的穩定兩黨制。即使2016年總統及立委選舉後，時代力量、台灣民眾黨等新興第三勢力政黨崛起，仍無法逆轉藍綠兩黨獨大的局面。

## 主張
1992年，台灣首次進行立法委員全面直選，選出161席立委。1997年修憲後，增加不分區立委名額，立委席次增加到225人。2000年中華民國總統選舉中，陳水扁勝選，中華民國政府由民進黨執政，但民進黨在國會是少數黨，立法院仍由中國國民黨主導。因核四等問題，執政黨與在野黨強烈對立，立法院議事效率低落。在2000年年底，部份民進黨人士與民間政治社團，以及後來成立的臺灣團結聯盟，開始積極推動立委席次減半運動。
立委席次減半運動認為當時的國會亂象橫生，肇因立法委員名額過多，讓立場極端以及素養不佳的地方型政客進入國會，造成台灣政治混亂。主張經由修憲，減少立委席次，由225席，減半成為113席。此外，也主張減少選舉次數。

## 過程
2000年，陳水扁勝選，成為中華民國總統。陳水扁就任後，片面宣布凍結核四工程；中國國民黨籍立委以立法院優勢杯葛總預算，提出倒閣，發動連署罷免陳水扁。司法院大法官作出司法院釋字第520號解釋，認為行政院無權限逕行停止經立法院通過預算的重大政策執行。2000年底，開始有民間社團提出立委席次減少的建議。12月1日，民進黨立委張學舜、王幸男等人召開「立法院塑身」記者會，宣示推動立法委員席次減半。12月20日，民進黨立委徐國勇與台灣教授協會等團體組成立委減半行動聯盟。12月25日，立委減半行動聯盟舉行「立委減半、國家不亂」大遊行。
陳水扁政府於2001年恢復核四工程；林義雄決定以民間路線繼續反核四運動，同時提出立委席次減半的口號。
2001年底的立委選舉中，民主進步黨與台灣團結聯盟將立委減半列為共同政見。
2004年，林義雄與支持者在立法院大門靜坐，對陳水扁政府施加壓力，以爭取國會減半的目標。同年，在陳水扁總統的支持下，民進黨與國民黨達成協議，修改《中華民國憲法增修條文》，將立委席次減半，立委任期由三年延長為四年，採用單一選區兩票制。2005年，任務型國民大會修憲，廢除國民大會，納入公民投票，但同時加高修憲的門檻。此次修憲後，林義雄上電視稱讚中國國民黨主席連戰「居功厥偉」。

## 政治學理爭議

### 人口與議員比例
支持立法院席次減少至113席的主要依據，在於根據美國與日本的比例推估。美國人口約2億8千萬，眾院議員435席，平均64萬4千人選出一名眾議員。日本人口約1億2千6百萬人，選出眾院議員5百席，平均每25萬3千人選一席。台灣人口約2千3百萬人，立院席次減至113席，平均20萬人選出一席立委，支持這個運動的人，認為這個比例相當適合。
但反對者，如林濁水，則舉出人口在1,500萬人至9,000萬人之間的歐洲中型國家，如英國與法國等為例。這些國家，平均10萬人選出一名議員，台灣人口2千3百萬人，選出225席立法委員，在比例上並沒有失當。

### 限縮小黨空間
由得票結果分析，立委席次減半搭配單一選區兩票制，對於小黨來說，會限縮其當選席次，影響小黨的生存。區域立委的席次完全集中在藍、綠的最大黨上，幫助國、民兩黨壓縮立場相近的小黨。兩大黨只要將選舉的議題設定在藍綠對決，在藍綠各自的優勢選區就可以輕鬆獲勝，使臺灣的政治局面始終難以擺脫藍綠對決。如2008年選舉中國國民黨獲得五成得票率，但是取得七成的席次，中國國民黨再度回到以絕對多數控制國會的狀況。2016年民主進步黨以五成得票率取得七成席次絕對多數掌握國會的狀況。

### 得票率與立委席次不成比例
立委席次無法與得票率成比例，造成少數族群的聲音無法透過選舉傳達出來。

## 後續影響
2008年中華民國立法委員選舉，中國國民黨獲得壓倒性勝利，以區域53.5%、不分區51.2%的得票率，共取得81席（71.7%）；民主進步黨得票率，區域38.2%、不分區36.9%，但只取得27席（23.9%）；其餘的小黨席次則大幅度縮減，無黨團結聯盟3席（2.7%），親民黨1席（0.9%），無黨籍1席（0.9%）。
2008年3月13日，人民火大行動聯盟由王醒之、何燕堂、賴香伶、郭明珠、蘇雅婷、柯逸民與莊妙慈共同發起「我的一票，拒投馬謝」，表態在2008年中華民國總統選舉中拒絕投票給國民黨總統候選人馬英九與民進黨總統候選人謝長廷，並同時批評國民黨與民進黨：「民進黨上台時讓人民期待很深，社會上對國民黨的改革批判亦未放鬆；但兩陣營越執政越有錢，光是政黨補助金每年就從國庫拿走近（新台幣）十億元，挾這樣厚的資本，其它政治力量或人民根本沒有與其競爭的條件；近而在政治上，兩黨聯手合謀通過利己法案不勝枚舉，國會減半就是最好的例證。」
2009年1月23日，台聯副秘書長劉一德認為，立委席次減半有利於國民黨，因為修憲結果符合國民黨的社會結構，這是「李登輝聰明」與「陳水扁愚蠢」的最強烈對比。2010年1月25日，前總統府資政辜寬敏直指，2000年民進黨剛執政時，政權不穩定，林義雄卻提出「廢核四」，導致政局完全亂掉；林義雄又推動「國會減半」，現在國民黨在立法院的四分之三席次就是這樣來的。2014年5月16日，國立東華大學教授施正鋒批評，林義雄推動的立委席次減半運動衍生很多問題，民進黨卻拿林義雄一點辦法都沒有。
2012年12月19日，國立中山大學退休教授、前建國黨決策委員陳茂雄說：「有關目前立委選舉制度問題，有少數民進黨人士將這個責任推給林義雄，這才真正卑鄙無恥。林義雄只要求國會議員減半，從未提過立委選舉制度。」2013年3月14日，陳茂雄說：「立委的選舉制度不公平，票票不等值；除非中國國民黨自己崩盤，否則綠營的立委席次難以過半，綠營當然沒有機會讓台灣的公投正常化。最可笑的是，目前的立委選舉制度還是民進黨與中國國民黨合作推出。形成兩黨政治，是民進黨與中國國民黨的陽謀：後者想瓦解親民黨，民進黨則想幹掉台聯；該陽謀推動得相當成功，台聯與親民黨都出現泡沫化的危機。新的立委選舉制度票票不等值，中國國民黨佔了天大的便宜，民進黨卻吃了大虧。民進黨拿石頭砸台聯，結果把自己的腳砸爛了。」
2014年5月16日，民進黨主席蘇貞昌希望再度增加立委席次至200席至300席之間，但未獲政治上的支持。
2020年5月25日，林濁水表示，當年他勸告民進黨，搞好修憲門檻，切勿急著通過國會減半修憲案；然而民進黨害怕不趕快通過國會減半修憲案會讓林義雄火大，不敢接受他的勸告，導致如今修憲難如登天。
2025年2月11日，林濁水表示，大罷免潮的起因是票票不等值，但票票不等值是2004年陳水扁與林義雄逼著懦弱的民進黨共推的國會減半修憲案造成的，真是禍國殃民害黨；這個根本問題，民進黨不敢面對、不敢提起、不願認錯，票票不等值一直不能解決，政治衝突僵局將「永恆化」。
2025年4月，林濁水在Yahoo! TV節目《風向台灣》的專訪中說，2004年他極力反對陳水扁與林義雄主導的國會減半修憲案，結果他的預警被視為「背骨」；如果當初民進黨接受他的建議，現在賴清德政府時代的民進黨會是立法院第一大黨，不會陷入朝小野大的政治僵局，更不用發動大罷免。

## 外部連結
- 台灣教授協會《立委減半宣傳手冊》 （页面存档备份，存于）
- 國家政策基金會 涂志堅〈立委席次減半之評析〉
- 彭錦鵬〈從歐美經驗論國會議員人數及「立委席次減半」〉 （页面存档备份，存于）
- 林義雄〈好險！差點連一塊麵包都沒了——參加「立委席次減半」活動後記〉 （页面存档备份，存于）